# Gensac (Hautes-Pyrénées)
Gensac ist eine französische Gemeinde mit 87 Einwohnern (Stand 1. Januar 2022) im Département Hautes-Pyrénées in der Region Okzitanien (vor 2016: Midi-Pyrénées). Die Gemeinde gehört zum Arrondissement Tarbes und zum Kanton Val d’Adour-Rustan-Madiranais.
Die Einwohner werden Gensacois und Gensacoises genannt.

## Geographie
Gensac liegt am Adour, circa 22 Kilometer nördlich von Tarbes in der historischen Grafschaft Bigorre am nordwestlichen Rand des Départements.
Umgeben wird Gensac von den sechs Nachbargemeinden:
|                | Lafitole                                    | Monfaucon |
| Vic-en-Bigorre | Kompassrose, die auf Nachbargemeinden zeigt | Ansost    |
|                | Artagnan                                    | Liac      |

## Einwohnerentwicklung

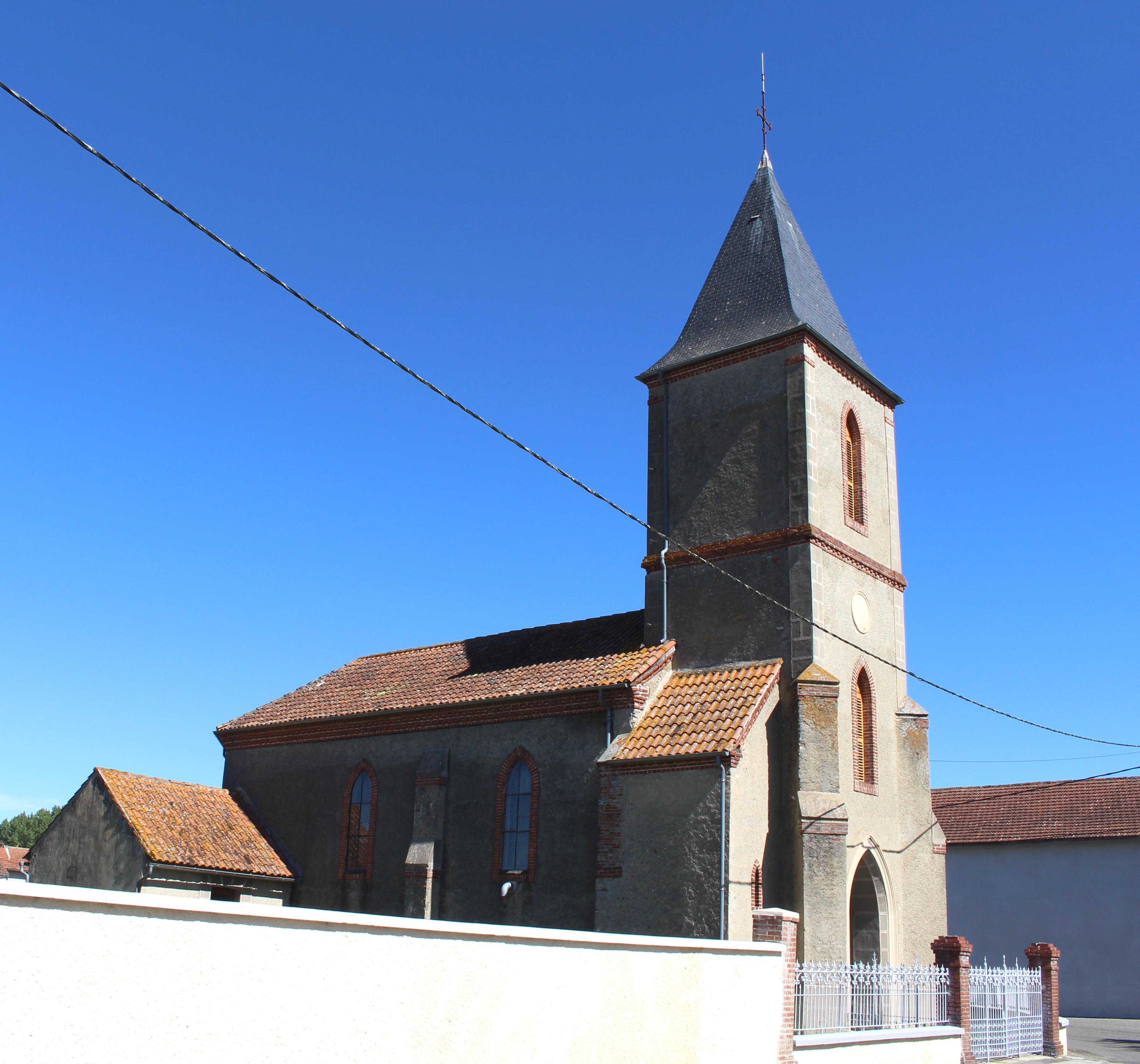
Pfarrkirche de l’Assomption

Nach Beginn der Aufzeichnungen stieg die Einwohnerzahl bis zur ersten Hälfte des 19. Jahrhunderts auf einen Höchststand von rund 140. In der Folgezeit sank die Größe der Gemeinde bei kurzen Erholungsphasen bis zu den 1960er Jahren auf ihren tiefsten Wert mit 55 Einwohnern. Mit der Jahrtausendwende setzte eine Wachstumsphase ein, die bis heute anhält.
| Jahr      | 1962 | 1968 | 1975 | 1982 | 1990 | 1999 | 2006 | 2011 | 2022 |
| --------- | ---- | ---- | ---- | ---- | ---- | ---- | ---- | ---- | ---- |
| Einwohner | 55   | 70   | 67   | 75   | 66   | 68   | 83   | 98   | 87   |

## Persönlichkeiten
- Ismaël Girard (1898–1976), Arzt, Aktivist und Dichter

## Sehenswürdigkeiten
- Pfarrkirche de l’Assomption

## Wirtschaft und Infrastruktur
Gensac liegt in den Zonen AOC der Schweinerasse Porc noir de Bigorre und des Schinkens Jambon noir de Bigorre.

### Verkehr
Gensac ist über die Routes départementales 8, 52, 55 und 708 erreichbar.